# Шуди
Шуди — упразднённый хутор Караидельского района БАССР России. Жили башкиры (1959). Ныне урочище Озёркинского сельсовета Республики Башкортостан Российской Федерации. Проживали башкиры.

## Топоним
Известен также как Худайбердино/Худайбердина.

## География
Располагался на правом берегу реки Уфы.

### Географическое положение
Расстояние, на 1 июня 1952 года, до:
- районного центра (Караидель): 58 км,
- центра сельсовета (Круш): 3 км,
- ближайшей ж/д станции (Щучье Озеро): 138 км.

## История
Основан башкирами на собственных землях.
В 1939, 1952, 1959 году в составе Крушинского сельсовета.
Существовал до 1960-х гг.

## Население
В 1896 году проживало 38 человек, в 1906 — 57, в 1920 — 71. по Всесоюзной переписи 1939 года в деревне Шуди проживали 63 человека, из них 28 мужчин, 35 женщин. По Всесоюзной переписи 1959 года на хуторе проживали 41 человек, из них 19 мужчин, 22 женщины.

## Инфраструктура
Было личное подсобное хозяйство. В 1896 учтено 8 дворов, в 1925 — 14 хозяйств.
Жители занимались пчеловодством. Отмечена смолокурня.

## Транспорт
Переправа через Уфу и далее просёлочная дорога.